# Lizzie Borden

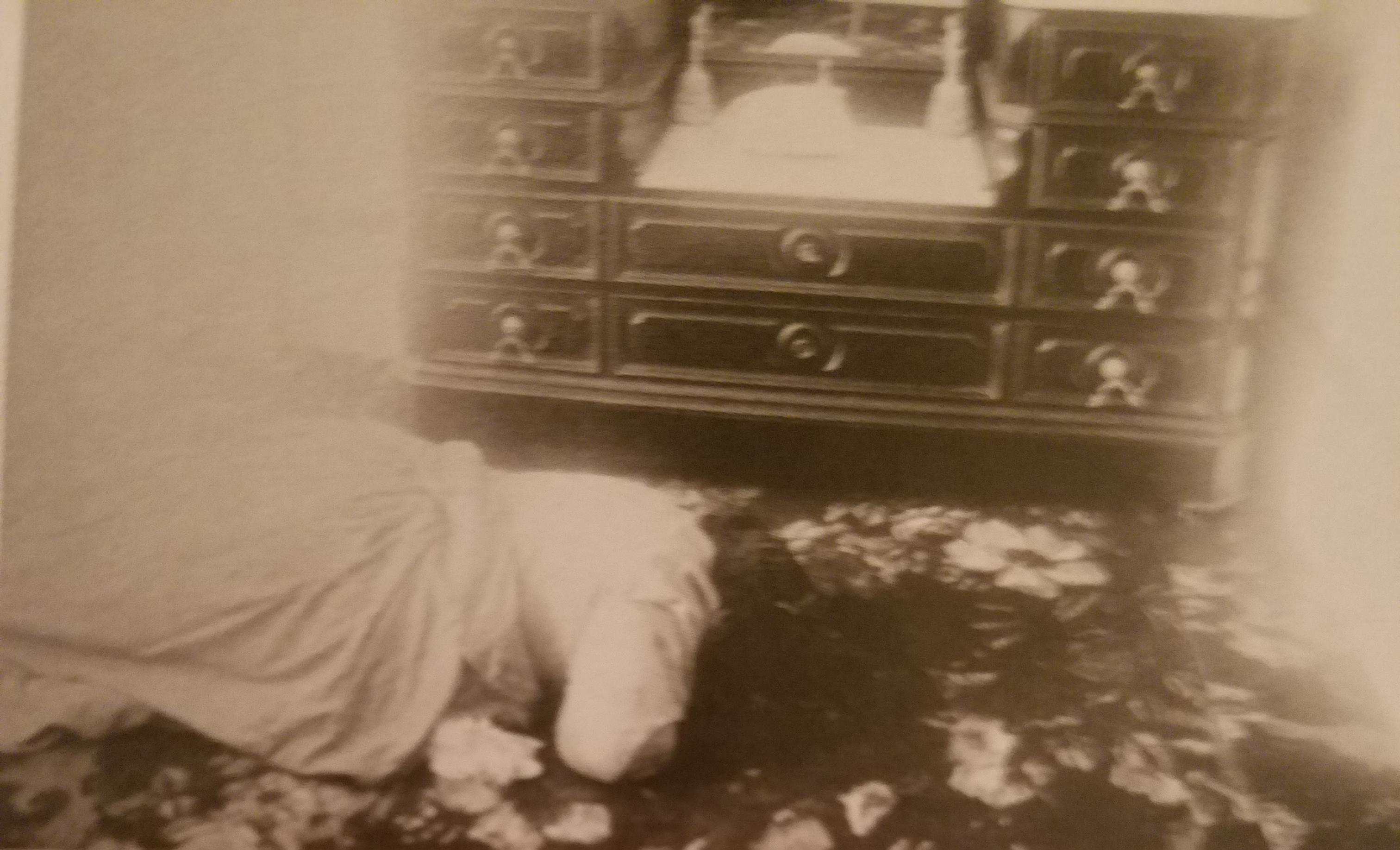
Abby Bordens kropp

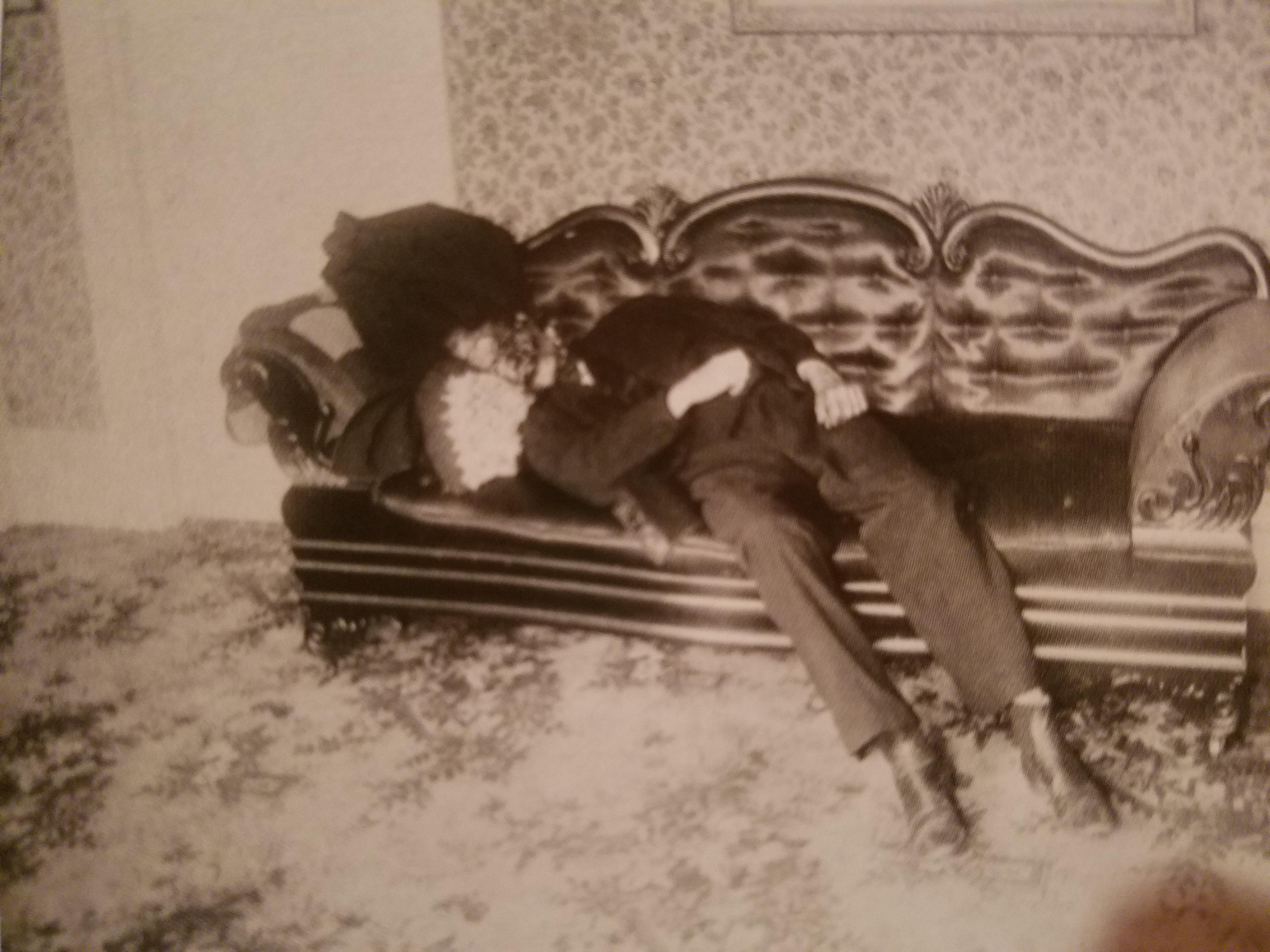
Andrew Bordens kropp

Lizzie Borden, född Lizzie Andrew Borden den 19 juli 1860 i Fall River, Massachusetts, död 1 juni 1927 i samma stad, var en amerikansk kvinna som blev världskänd då hennes far Andrew Borden (1822–1892) och styvmor Abby Borden (1828–1892) brutalt mördades den 4 augusti 1892 i Fall River i Massachusetts. 

## Morden
Morden har gett upphov till åtskilliga spekulationer genom årens lopp. Historieskrivarna har dömt Borden för de båda morden, det mesta pekade mot att hon hade med saken att göra. Ser man på den korta tidsperiod, några minuter, från de två morden till Bordens uppdykande på mordplatsen borde hon ha varit fullkomligt nerdränkt i blod, med tanke på hur brutalt paret mördats, om hon hade dödat dem. 
Mordvapnet påträffades dock aldrig och man fann inte heller något motiv till att hon skulle vara skyldig. Däremot gjorde arvet efter fadern Lizzie och hennes syster Emma till förmögna kvinnor. 
Under förhören ändrade Borden åtskilliga gånger uppgiften om var hon befunnit sig vid tiden då morden begicks. Hon hade också svårt att ge konkreta svar på de lättaste frågorna. 
Rättegången inleddes den 1 juni 1893. Borden vittnade aldrig själv och efter en tretton dagar lång rättegång blev denna söndagsskolelärarinna och religiöst aktiva kvinna frikänd av en enig jury.

## Efter rättegången
Borden levde resten av sitt liv väldigt ensam, eftersom både systern Emma och hushållerskan Bridget Sullivan bröt med henne kort efter rättegången. Den senare, som var den enda som med säkerhet kan sägas ha varit i huset tillsammans med Borden då morden begicks, flyttade till Irland och återvände aldrig till Fall River.
Det har skrivits ett flertal böcker om händelserna i Fall River. Både en kvinnlig wrestling-manager och ett rockband (Lizzy Borden) har tagit sig namnet Lizzie Borden.
Fallet om Lizzie Borden har gett upphov till en ramsa, som sägs ha uppkommit i samband med att försöka sälja tidningar.
"Lizzie Borden took an axe,
Gave her mother forty whacks;
When she saw what she had done
She gave her father forty-one!"

(På svenska ungefär:
"Lizzie Borden en yxa tog,
sin moder fyrtio gånger slog;
När hon den döda modern sett,
högg hon fadern fyrtioett!")
I verkligheten höggs styvmodern 17–19 gånger, och hennes far 11 gånger.